# Matthew Davis
Matthew W. Davis, (Salt Lake City, 8 mei 1978), is een Amerikaanse acteur. Hij speelde onder meer Warner Huntington III in Legally Blonde en Alaric Saltzman in The Vampire Diaries. 
Hij maakte zijn filmdebuut met de film Tigerland met de rol van soldaat Jim Paxton. Hij brak echt door met zijn rol als Warner Huntington III in Legally Blonde tegenover Reese Witherspoon. Zijn televisiedebuut maakte hij in 2006 in de serie What About Brian in de rol van advocaat Adam Hillman. In 2009 had hij een terugkerende gastrol in de serie Damages. 
Vanaf 2009 speelt hij een hoofdrol in de televisieserie The Vampire Diaries als vampierjager Alaric Saltzman.

## Filmografie
- Bibsys: 1593520723512
- Biblioteca Nacional de España: XX1545372
- Bibliothèque nationale de France: cb14169573w (data)
- Gemeinsame Normdatei: 1023964473
- International Standard Name Identifier: 0000 0001 1487 2131
- Library of Congress Control Number: no2001090085
- Nationale Bibliotheek van Tsjechië: xx0150526
- Nationale Bibliotheek van Israël: 987007432246105171
- Nationale Bibliotheek van Polen: a0000001898905
- Nederlandse Thesaurus van Auteursnamen: 267784562
- SNAC: w6tz78wj
- Système universitaire de documentation: 244170525
- Virtual International Authority File: 4249474
- WorldCat: E39PBJhCF3hKPKxWQMtpB9g9Xd